# Холтер, Джулия
Джу́лия Хо́лтер (Julia Holter, 1984) — американская певица, музыкант.

## Биография
Холтер родом из Лос-Анджелеса, её отец — гитарист, игравший однажды с Питом Сигером. Она с детства обучалась игре на классическом фортепиано, позднее изучала электронную музыку в Калифорнийском институте искусств, сотрудничала с Линдой Перхакс и Рамоной Гонсалес (Nite Jewel).
В течение четырёх лет с 2008 года Холтер выпустила четыре альбома ограниченными тиражами на небольших лейблах. Полноценный дебют состоялся осенью 2011 года, когда вышла пластинка Tragedy, вдохновлённая трагедией Еврипида «Ипполит». Она получила 8 баллов из 10 на Pitchfork и заняла 13-е место в списке лучших релизов года в журнале Fact. Критики сравнивали Холтер с Джоанной Ньюсом, Джулианной Барвик и Лори Андерсон.
8 марта 2012 года состоялся релиз альбома Ekstasis, сведением которого занимался Коул М. Грайф-Нилл, гитарист из группы Ариэля Пинка.

## Дискография

### Студийные альбомы
- Cookbook (2008)
- Celebration (2010)
- Live Recordings (2010)
- Eating the Stars (2011)
- Tragedy (2011)
- Ekstasis (2012)
- Loud City Song (2013)
- Have You in My Wilderness (2015)
- Aviary (2018)

### Концертные альбомы
| Название         | Информация                                                                             |
| Live Recordings  | - Выпущен: 2010 - Лейбл: NNA Tapes - Формат: MC                                        |
| In the Same Room | - Выпущен: 31 марта 2017 - Лейбл: Domino Documents - Формат: LP, CD, цифровая загрузка |

## Видеоклипы
| Год  | Название                                   | Режиссёр                    |
| ---- | ------------------------------------------ | --------------------------- |
| 2011 | «Try to Make Yourself a Work of Art»       | Джесселиса Моретти          |
| 2012 | «Marienbad»                                | Рик Бахто                   |
| 2012 | «Für Felix»                                | Эрик Фенслер                |
| 2012 | «In the Same Room»                         | Хилари Уолш                 |
| 2012 | «Moni Mon Amie»                            | Елена Железова              |
| 2012 | «Our Sorrows»                              | Наоми Янг                   |
| 2012 | «My Baby» (Джулия Холтер и Джиб Киддер)    | Джиб Киддер                 |
| 2012 | «Goddess Eyes I»                           | Джоуз Уолфф                 |
| 2012 | «What We See» (Джулия Холтер и Найт Джуэл) | Деланей Бишоп и Джоуз Уолфф |
| 2012 | «Goddess Eyes II»                          | Елена Железова              |
| 2013 | «Finale»                                   | Рик Бахто                   |
| 2013 | «World»                                    | Рик Бахто                   |
| 2013 | «In the Green Wild»                        | Елена Железова              |
| 2013 | «Maxim’s 1»                                | Рик Бахто                   |
| 2013 | «This Is a True Heart»                     | Юджин Котляренко            |